# Lista de chefes de Estado do Níger
Esta é uma lista de chefes de estado do Níger desde que o país ganhou a independência da França em 1960 até os dias atuais. Um total de nove pessoas serviram como chefe de estado do Níger.
O atual chefe de Estado do Níger é o presidente do Conselho Nacional de Salvaguarda da Pátria, Abdourahamane Tchiani, assumindo cargo em 26 de julho de 2023.

## Lista de presidentes (1960-presente)
| №  | Retrato | Nome                                                                                       | Mandato                 | Mandato                           | Partido                  | Eleição        |
| -- | ------- | ------------------------------------------------------------------------------------------ | ----------------------- | --------------------------------- | ------------------------ | -------------- |
| 1  |         | Hamani Diori (1916-1989)                                                                   | 16 de novembro de 1960  | 15 de abril de 1974 (Deposto)     | PNN-RDA                  | 1960 1965 1970 |
| 2  |         | Seyni Kountché (1931-1987)                                                                 | 15 de abril de 1974     | 10 de novembro de 1987            | Militar                  | —              |
| 3  |         | Ali Saibou (1940-2011)                                                                     | 10 de novembro de 1987  | 16 de abril de 1993               | Militar MNSD-Nassara     | 1989           |
| 4  |         | Mahamane Ousmane (n.1950)                                                                  | 16 de abril de 1993     | 27 de janeiro de 1996 (Deposto)   | CSD-Rahama               | 1993           |
| 5  |         | Ibrahim Baré Maïnassara (1949-1999)                                                        | 27 de janeiro de 1996   | 9 de janeiro de 1999 (Deposto)    | Militar UNIRD RDP-Jama'a | 1996           |
| 6  |         | Daouda Malam Wanké (1946-2004)                                                             | 11 de janeiro de 1999   | 22 de dezembro de 1999            | Militar                  | —              |
| 7  |         | Mamadou Tandja (1938-2020)                                                                 | 22 de dezembro de 1999  | 18 de fevereiro de 2010 (Deposto) | MNSD-Nassara             | 1999 2004      |
| 8  |         | Salou Djibo (n.1965)                                                                       | 18 de fevereiro de 2010 | 7 de abril de 2011                | Militar                  | —              |
| 9  |         | Mahamadou Issoufou (n.1952)                                                                | 7 de abril de 2011      | 2 de abril de 2021                | PNSD-Narayya             | 2011 2016      |
| 10 |         | Mohamed Bazoum (n.1960)                                                                    | 2 de abril de 2021      | 26 de julho de 2023 (Deposto)     | PNSD-Narayya             | 2020-21        |
| 11 |         | Abdourahamane Tchiani (n.1960/61) Presidente do Conselho Nacional de Salvaguarda da Pátria | 26 de julho de 2023     | presente                          | Militar                  | —              |